# Drepanopeziza salicis
Drepanopeziza salicis är en svampart som först beskrevs av Tul. & C. Tul., och fick sitt nu gällande namn av Franz Xaver von Höhnel 1920. Drepanopeziza salicis ingår i släktet Drepanopeziza och familjen Dermateaceae.   Inga underarter finns listade i Catalogue of Life.